# Upplands runinskrifter 883
Upplands runinskrifter 883 är ett vikingatida runstensfragment av rödaktig granit som hittades 1940 i prästgården i Skogs-Tibble socken och Uppsala kommun. Runstensfragmentet är 0,5 gånger 0,5 meter stort. På fragmentet finns endast fyra runor. Sannolikt utgör de en del av ett namn, till exempel "Svarthövde" eller "Andsvar". Runstensfragmentet förvaras i Skogs-Tibble kyrkas vapenhus.

## Inskriften
Translitterering av runraden:
...suar...

Översättning till nusvenska:
...